# Lista de municípios do Piauí por IDH-M

Mapa do IDH do Piauí.Legenda:
Muito alto (nenhum município)
Alto (2 municípios)
Médio (40 municípios)
Baixo (176 municípios)
Muito baixo (6 municípios)

Esta é uma lista de municípios do estado brasileiro do Piauí por Índice de Desenvolvimento Humano (IDH), segundo dados do Programa da Nações Unidas para o Desenvolvimento (PNUD) datados do ano 2010. De acordo com os dados de 2010, o município com o maior Índice de Desenvolvimento Humano no estado do Piauí era Teresina, com um índice de 0,751 (considerado alto), e o município com o menor índice foi São Francisco de Assis do Piauí, com um índice de 0,485 (considerado muito baixo). De todos os municípios do estado, nenhum município registrou um IDH muito alto, enquanto 2 apresentaram um IDH alto, 40 IDH médio, 176 municípios IDH baixo, e 6 municípios IDH muito baixo.
O cálculo do índice é composto a partir de dados de expectativa de vida ao nascer (IDH-L), educação (IDH-E), e PIB em Paridade do Poder de Compra per capita (IDH-R) recolhidos em nível nacional ou regional, e possui o objetivo de medir o padrão de vida. O índice foi desenvolvido em 1990 pelos economistas Amartya Sen e Mahbub ul Haq, e vem sendo usado desde 1993 pelo Programa das Nações Unidas para o Desenvolvimento (PNUD).
O Índice de Desenvolvimento Humano varia de 0 até 1, e nesta lista é dividido em cinco categorias: IDH muito alto (0,800 – 1,000), IDH alto (0,700 – 0,799), IDH médio (0,600  0,699), IDH baixo (0,500 – 0,599) e IDH muito baixo (0,000 – 0,499).

## Lista
| Posição           | Municípios                      | Dados de 2010    |
| Posição           | Municípios                      | IDH-M            |
| IDH-M muito alto  | IDH-M muito alto                | IDH-M muito alto |
| ----------------- | ------------------------------- | ---------------- |
| nenhum município  |                                 |                  |
| IDH-M alto        |                                 |                  |
| 1                 | Teresina                        | 0,751            |
| 2                 | Floriano                        | 0,700            |
| IDH-M médio       |                                 |                  |
| 3                 | Picos                           | 0,698            |
| 4                 | Parnaíba                        | 0,687            |
| 5                 | Bom Jesus                       | 0,668            |
| 6                 | São Raimundo Nonato             | 0,661            |
| 7                 | Campo Maior                     | 0,656            |
| 8                 | Guadalupe                       | 0,650            |
| 9                 | Valença do Piauí                | 0,647            |
| 10                | São João do Piauí               | 0,645            |
| 11                | Corrente                        | 0,642            |
| 12                | Água Branca                     | 0,639            |
| 13                | Piripiri                        | 0,635            |
| 14                | Oeiras                          | 0,634            |
| 15                | Bocaina                         | 0,632            |
| 16                | Uruçuí                          | 0,631            |
| 17                | Ipiranga do Piauí               | 0,630            |
| 17                | Angical do Piauí                | 0,630            |
| 19                | Colônia do Gurguéia             | 0,628            |
| 20                | Simplício Mendes                | 0,627            |
| 21                | Inhuma                          | 0,624            |
| 22                | Miguel Leão                     | 0,623            |
| 23                | Antônio Almeida                 | 0,620            |
| 24                | Santo Antônio dos Milagres      | 0,619            |
| 24                | Fronteiras                      | 0,619            |
| 26                | José de Freitas                 | 0,618            |
| 26                | Demerval Lobão                  | 0,618            |
| 28                | São Gonçalo do Piauí            | 0,616            |
| 29                | Monsenhor Gil                   | 0,615            |
| 30                | Altos                           | 0,614            |
| 31                | Santo Inácio do Piauí           | 0,613            |
| 32                | Bertolínia                      | 0,612            |
| 32                | Barro Duro                      | 0,612            |
| 34                | São Félix do Piauí              | 0,610            |
| 35                | Francisco Santos                | 0,608            |
| 36                | Curimatá                        | 0,607            |
| 37                | Esperantina                     | 0,605            |
| 38                | Nazária                         | 0,602            |
| 39                | Santa Cruz do Piauí             | 0,601            |
| 39                | Dom Expedito Lopes              | 0,601            |
| 39                | Ribeiro Gonçalves               | 0,601            |
| 42                | Paulistana                      | 0,600            |
| IDH-M baixo       |                                 |                  |
| 43                | Agricolândia                    | 0,599            |
| 43                | Hugo Napoleão                   | 0,599            |
| 45                | Amarante                        | 0,598            |
| 46                | Lagoinha do Piauí               | 0,597            |
| 47                | São Braz do Piauí               | 0,596            |
| 47                | Piracuruca                      | 0,596            |
| 49                | São Lourenço do Piauí           | 0,595            |
| 49                | Barras                          | 0,595            |
| 49                | Eliseu Martins                  | 0,595            |
| 49                | São Pedro do Piauí              | 0,595            |
| 53                | São Julião                      | 0,594            |
| 53                | Anísio de Abreu                 | 0,594            |
| 55                | Jardim do Mulato                | 0,593            |
| 56                | Jerumenha                       | 0,591            |
| 56                | Regeneração                     | 0,591            |
| 58                | Marcos Parente                  | 0,590            |
| 59                | Redenção do Gurguéia            | 0,589            |
| 59                | Conceição do Canindé            | 0,589            |
| 61                | Colônia do Piauí                | 0,588            |
| 61                | Caldeirão Grande do Piauí       | 0,588            |
| 61                | Santa Luz                       | 0,588            |
| 64                | Castelo do Piauí                | 0,587            |
| 65                | Sussuapara                      | 0,586            |
| 65                | Nossa Senhora de Nazaré         | 0,586            |
| 67                | Alegrete do Piauí               | 0,585            |
| 67                | Alto Longá                      | 0,585            |
| 69                | Landri Sales                    | 0,584            |
| 69                | Santo Antônio de Lisboa         | 0,584            |
| 71                | Aroazes                         | 0,583            |
| 71                | Itaueira                        | 0,583            |
| 71                | Canavieira                      | 0,583            |
| 71                | Cabeceiras do Piauí             | 0,583            |
| 71                | Capitão de Campos               | 0,583            |
| 71                | Lagoa do Piauí                  | 0,583            |
| 77                | Júlio Borges                    | 0,582            |
| 77                | Isaías Coelho                   | 0,582            |
| 77                | São João da Serra               | 0,582            |
| 80                | Sigefredo Pacheco               | 0,581            |
| 81                | Elesbão Veloso                  | 0,580            |
| 82                | Tanque do Piauí                 | 0,579            |
| 83                | Monte Alegre do Piauí           | 0,578            |
| 83                | Alvorada do Gurguéia            | 0,578            |
| 85                | União                           | 0,577            |
| 85                | Francisco Ayres                 | 0,577            |
| 85                | Santa Cruz dos Milagres         | 0,577            |
| 85                | Barra D'Alcântara               | 0,577            |
| 85                | Brasileira                      | 0,577            |
| 90                | Canto do Buriti                 | 0,576            |
| 90                | Bela Vista do Piauí             | 0,576            |
| 90                | Nazaré do Piauí                 | 0,576            |
| 90                | Olho D'Água do Piauí            | 0,576            |
| 94                | Boa Hora                        | 0,575            |
| 94                | Parnaguá                        | 0,575            |
| 94                | Simões                          | 0,575            |
| 94                | Paes Landim                     | ,0575            |
| 98                | Santana do Piauí                | ,0574            |
| 98                | Buriti dos Montes               | 0,574            |
| 100               | Manoel Emídio                   | 0,573            |
| 100               | São José do Peixe               | 0,573            |
| 100               | Cristalândia do Piauí           | 0,573            |
| 103               | Rio Grande do Piauí             | 0,572            |
| 104               | Pedro Ii                        | 0,571            |
| 104               | Várzea Grande                   | 0,571            |
| 106               | São Francisco do Piauí          | 0,570            |
| 106               | Juazeiro do Piauí               | 0,570            |
| 108               | Santa Rosa do Piauí             | 0,567            |
| 109               | Pimenteiras                     | 0,566            |
| 109               | Cristino Castro                 | 0,566            |
| 109               | Jatobá do Piauí                 | 0,566            |
| 112               | Coivaras                        | 0,565            |
| 112               | Buriti dos Lopes                | 0,565            |
| 112               | São José do Divino              | 0,565            |
| 112               | Vila Nova do Piauí              | 0,565            |
| 112               | Prata do Piauí                  | 0,565            |
| 117               | Francinópolis                   | 0,564            |
| 117               | Pio IX                          | 0,564            |
| 117               | Baixa Grande do Ribeiro         | 0,564            |
| 120               | Madeiro                         | 0,563            |
| 120               | Patos do Piauí                  | 0,563            |
| 120               | Porto Alegre do Piauí           | 0,563            |
| 120               | Ilha Grande                     | 0,563            |
| 120               | São Miguel da Baixa Grande      | 0,563            |
| 125               | Cajazeiras do Piauí             | 0,562            |
| 125               | Novo Oriente do Piauí           | 0,562            |
| 125               | Pedro Laurentino                | 0,562            |
| 125               | Marcolândia                     | 0,562            |
| 125               | Sebastião Leal                  | 0,562            |
| 125               | Matias Olímpio                  | 0,562            |
| 125               | Palmeirais                      | 0,562            |
| 132               | Geminiano                       | 0,561            |
| 132               | João Costa                      | 0,561            |
| 132               | Socorro do Piauí                | 0,561            |
| 132               | Passagem Franca do Piauí        | 0,561            |
| 132               | Dirceu Arcoverde                | 0,561            |
| 132               | Monsenhor Hipólito              | 0,561            |
| 138               | Campo Grande do Piauí           | 0,560            |
| 138               | Arraial                         | 0,560            |
| 138               | São Gonçalo do Gurguéia         | 0,560            |
| 138               | Boqueirão do Piauí              | 0,560            |
| 142               | São João da Canabrava           | 0,559            |
| 142               | Pajeú do Piauí                  | 0,559            |
| 142               | São João da Varjota             | 0,559            |
| 145               | Beneditinos                     | 0,557            |
| 145               | Palmeira do Piauí               | 0,557            |
| 145               | Barreiras do Piauí              | 0,557            |
| 148               | São Miguel do Tapuio            | 0,556            |
| 149               | Cocal de Telha                  | 0,555            |
| 149               | Jurema                          | 0,555            |
| 149               | Curralinhos                     | 0,555            |
| 152               | Avelino Lopes                   | 0,554            |
| 152               | São Luis do Piauí               | 0,554            |
| 152               | Nova Santa Rita                 | 0,554            |
| 155               | Várzea Branca                   | 0,553            |
| 155               | Capitão Gervásio Oliveira       | 0,553            |
| 155               | Francisco Macedo                | 0,553            |
| 158               | Caracol                         | 0,552            |
| 158               | São José do Piauí               | 0,552            |
| 160               | Belém do Piauí                  | 0,551            |
| 161               | Domingos Mourão                 | 0,550            |
| 161               | Lagoa Alegre                    | 0,550            |
| 161               | Morro do Chapéu do Piauí        | 0,550            |
| 164               | Dom Inocêncio                   | 0,549            |
| 164               | Porto                           | 0,549            |
| 166               | Fartura do Piauí                | 0,548            |
| 166               | Gilbués                         | 0,548            |
| 168               | Flores do Piauí                 | 0,547            |
| 169               | Cajueiro da Praia               | 0,546            |
| 169               | Coronel José Dias               | 0,546            |
| 171               | Luzilândia                      | 0,545            |
| 171               | Batalha                         | 0,545            |
| 173               | Wall Ferraz                     | 0,544            |
| 173               | Campinas do Piauí               | 0,544            |
| 173               | Santa Filomena                  | 0,544            |
| 176               | Bonfim do Piauí                 | 0,542            |
| 176               | Currais                         | 0,542            |
| 176               | Morro Cabeça no Tempo           | 0,542            |
| 179               | Luís Correia                    | 0,541            |
| 179               | Caridade do Piauí               | 0,541            |
| 179               | Padre Marcos                    | 0,541            |
| 179               | Itainópolis                     | 0,541            |
| 179               | Riacho Frio                     | 0,541            |
| 179               | Lagoa do Sítio                  | 0,541            |
| 185               | Miguel Alves                    | 0,539            |
| 186               | Floresta do Piauí               | 0,538            |
| 187               | Campo Alegre do Fidalgo         | 0,537            |
| 188               | Sebastião Barros                | 0,536            |
| 189               | Jacobina do Piauí               | 0,535            |
| 189               | São Miguel do Fidalgo           | 0,535            |
| 191               | Nossa Senhora dos Remédios      | 0,533            |
| 192               | Bom Princípio do Piauí          | 0,532            |
| 193               | Alagoinha do Piauí              | 0,531            |
| 194               | Murici dos Portelas             | 0,530            |
| 195               | Lagoa de São Francisco          | 0,529            |
| 196               | Novo Santo Antônio              | 0,528            |
| 196               | Acauã                           | 0,528            |
| 196               | Campo Largo do Piauí            | 0,528            |
| 199               | Curral Novo do Piauí            | 0,527            |
| 200               | Pavussu                         | 0,526            |
| 201               | Massapê do Piauí                | 0,525            |
| 202               | Jaicós                          | 0,524            |
| 203               | São João do Arraial             | 0,523            |
| 204               | Joaquim Pires                   | 0,522            |
| 205               | Ribeira do Piauí                | 0,520            |
| 206               | Aroeiras do Itaim               | 0,519            |
| 207               | São João da Fronteira           | 0,515            |
| 207               | Queimada Nova                   | 0,515            |
| 207               | Brejo do Piauí                  | 0,515            |
| 210               | Pau D'Arco do Piauí             | 0,514            |
| 211               | Paquetá                         | 0,509            |
| 212               | Milton Brandão                  | 0,508            |
| 212               | Guaribas                        | 0,508            |
| 214               | Caraúbas do Piauí               | 0,505            |
| 215               | Joca Marques                    | 0,504            |
| 216               | Vera Mendes                     | 0,503            |
| 217               | Lagoa do Barro do Piauí         | 0,502            |
| 218               | Tamboril do Piauí               | 0,501            |
| IDH-M muito baixo |                                 |                  |
| 219               | Assunção do Piauí               | 0,499            |
| 220               | Cocal dos Alves                 | 0,498            |
| 221               | Cocal                           | 0,497            |
| 222               | Betânia do Piauí                | 0,489            |
| 223               | Caxingó                         | 0,488            |
| 224               | São Francisco de Assis do Piauí | 0,485            |

## Evolução do IDH-M
| IDH  | Muito Alto | Alto | Médio | Baixo | Muito Baixo |
| ---- | ---------- | ---- | ----- | ----- | ----------- |
| 1991 | 0          | 0    | 0     | 1     | 223         |
| 2000 | 0          | 0    | 1     | 6     | 217         |
| 2010 | 0          | 2    | 40    | 176   | 6           |